# 여러분의 친구 생쥐
《여러분의 친구 생쥐》(Your Friend the Rat)는 영화 《라따뚜이》의 비디오 제품과 함께 공개된 2007년 픽사의 단편 애니메이션 영화이다. 이 영화는 제35회 애니상 단편 애니메이션 부문을 수여했다.
《라따뚜이》에 등장하는 주인공 쥐 레미와 그의 형 에밀이 등장하여 사람과 쥐의 관계에 대한 역사를 설명하는 내용이다. 기본적으로는 3차원 애니메이션이지만,중간중간 실사와 2D를 삽입하여 그들이 설명하는 내용을 더욱 알기 쉽게 해준다. 이 애니메이션은 픽사의 라따뚜이 DVD와 블루레이에 삽입되어 있다.